# كيفن باور
كيفن باور (بالإنجليزية: Kevin Power)‏‏ (19 أغسطس 1981 - ) روائي من جمهورية أيرلندا.